# Hermandad del Silencio (Ciudad Real)
La Hermandad del Stmo. Cristo de la Buena Muerte y la Stma. Virgen del Mayor Dolor, que así es su denominación estaturia, procesiona el Jueves Santa a las 3 de la madrugada. Es conocida popularmente como "El Silencio"

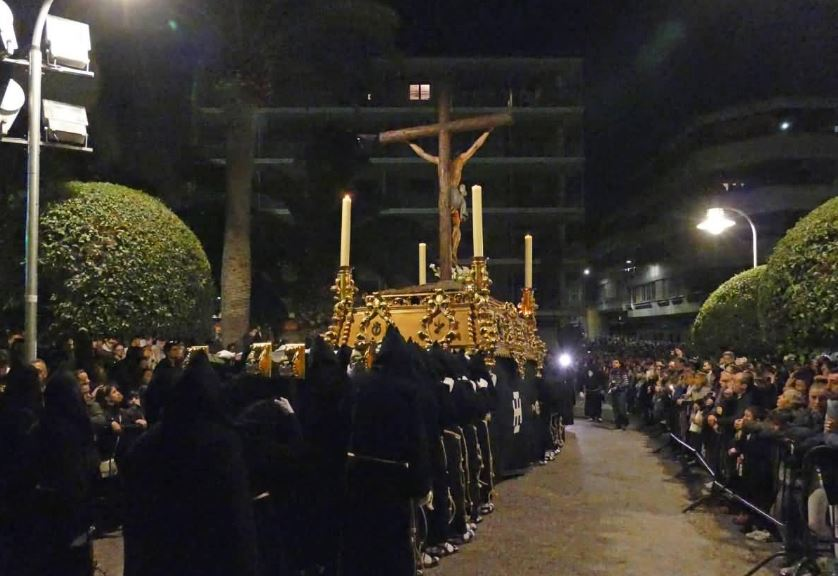
Stmo. Cristo de la Buena Muerte a su salida (2017)

## Historia
La Hermandad del Silencio de Ciudad Real se constituyó de hecho en Junta General, celebrada por los hermanos fundadores, el 7 de marzo de 1943, aunque la decisión de instituirla y las primeras reuniones tuvieron lugar a lo largo del año 1942.
En dicho año (1.942), D. Elías Gómez Picazo, auténtico cerebro e impulsor de la Hermandad decidió, con un grupo de amigos, crear una nueva Hermandad de Semana Santa. La idea surgió en los Círculos de Estudio de Acción Católica, de los que, por entonces, D. Elías era presidente diocesano.
Para dar forma a la Hermandad, se pusieron en contacto con el párroco de San Pedro, D. Emiliano Morales, quien acogió con verdadero entusiasmo la idea. Les habló de una antigua Hermandad (la "Escuela de Cristo") que había en dicha iglesia, cuya imagen era un crucificado que sacaban a la puerta del Perdón, cuando en la antigua cárcel que había frente a esa puerta, se iba a ajusticiar a algún condenado, por lo que deciden que la imagen central de la Cofradía sería un Cristo crucificado. Para más identificarse con dicha Hermandad en sus iniciativas de caridad, se organizó la comida a los más necesitados el Jueves Santo.
La idea de la Hermandad, es que tiene que ser un prólogo y a la vez resumen de la Semana Santa. Es decir, su intención es preparar el ánimo de cara a los acontecimientos de la Pasión, que las distintas Cofradías van a poner en la calle en los días siguientes. Por ello deciden que la Hermandad procesione antes que las existentes en aquella época, en la noche del Miércoles al Jueves Santo. (Entonces solamente había procesiones en Ciudad Real, el Jueves y Viernes Santos).
Se trataba de dar a las procesiones de aquellos días un toque de austeridad y penitencia propio de las tradiciones castellanas, para lograr, junto al modo de manifestarse de las Hermandades existentes, un equilibrio expresivo de la fe en la Pasión. Buscan que sea auténticamente de sacrificio y eligen una hora mala, desacostumbrada, que suponga un esfuerzo participar en ella y en la que, por otro lado, no hubiera alboroto callejero, sino el máximo silencio posible, de manera que ese silencio se convierta en medio psicológico apropiado, para recoger en toda su intensidad, la profunda enseñanza de la Pasión.
Dado el carácter penitencial y de austeridad que se quería dar a la Hermandad, se pensó en vestir el hábito franciscano, del que se copiaron las túnicas.  Eligen el color negro para la túnica, como expresión del luto por la muerte de Cristo. El negro significa, al mismo tiempo, la oscuridad en que vivían los espíritus, antes de que amaneciera un nuevo día, gracias a la Pasión, Muerte y Resurrección del Señor. Por eso el recorrido procesional comienza de noche y termina de día, ya que a través de la Cruz de Cristo, amaneció el día de la Nueva Ley. Consideran que no hay nada más trágicamente bello que la Pasión y Muerte de Cristo. Nada más profundamente emotivo que su relato dramático, por lo que deciden incorporar a la Hermandad la dramatización litúrgica del Vía Crucis.
Así conciben la idea central de la Hermandad: penitencia, oración y sacrificio, aunque aún les faltaba el nombre apropiado. Entonces recuerdan el relato del Apocalipsis de San Juan, en el que se anuncia la vuelta gloriosa de Cristo, que se anunciará con un toque de trompetas y un gran silencio y de esta manera surge el nombre: "Hermandad del Silencio", ya que la Hermandad sería el aviso y silencio que anunciaría la Pasión de Cristo.
La primera salida procesional tuvo lugar el día 22 de abril de 1943, con la imagen del Stmo. Cristo de la Misericordia, gentilmente cedido por los RR.PP. del Corazón de María y acompañado de apenas 40 hermanos. Por gratitud a dichos Padres, se procuró que fuera tradicional encargar a uno de ellos la predicación del Vía Crucis penitencial. La hora de inicio de la procesión fue a las 5 de la madrugada del Jueves Santo, aunque terminó demasiado entrado el día, por lo que a partir del año siguiente, se decidió adelantarla hasta las 3 de la madrugada del mismo día, hora que se sigue manteniendo en la actualidad.
La sección de mujeres, se fundó el año 1944 y salió a la calle por primera vez, con su Titular la Virgen del Mayor Dolor, el día 4 de abril de ese mismo año, Martes Santo, a las 11 de la noche. A partir del año 1952, la procesión de la Virgen del Mayor Dolor efectúa su salida a las 12 de la noche del Martes Santo.

## Imagen Titular
La imagen del Cristo de la Buena Muerte, es obra de los escultores Rausell y Lloréns y data del año 1947. La imagen representa a Cristo clavado en la Cruz en el momento de expirar. Para su realización se pidió a los escultores que se inspiraran en el Cristo de Velázquez, por entender que la serenidad que emana de dicha figura, era la que mejor cuadraba a la advocación “Cristo de la Buena Muerte”. El párroco de S. Pedro, D. Emiliano Morales, envió para que se tallara la imagen, una viga procedente del derribado convento de San Francisco, que existió en la calle Dorada y que fue fundado en la Edad Media, por lo que el Cristo de la Buena Muerte está tallado en una madera que forma parte de la vieja historia de Ciudad Real. Inicialmente tenía potencias y corona de espinas, aunque actualmente no las lleva, después de la restauración realizada en 2024 se volvió a añadir la corona y las potencias originales

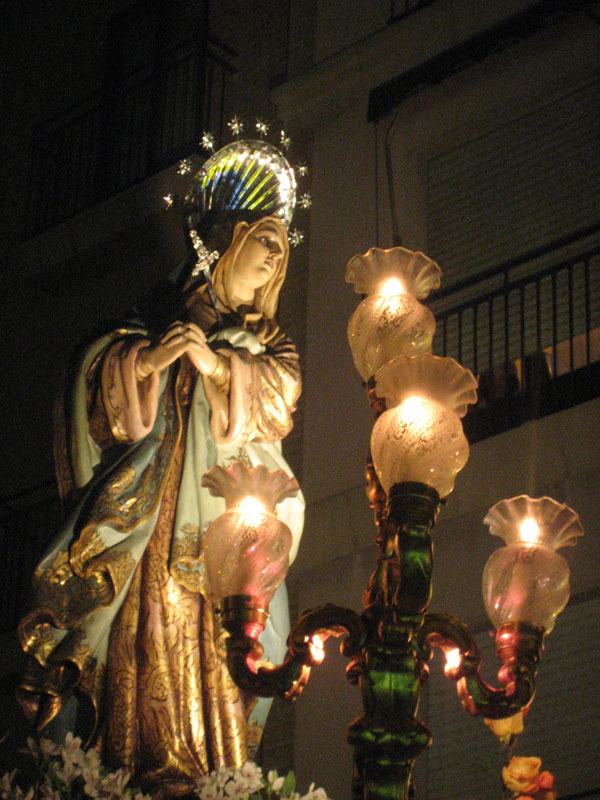
Virgen del Mayor Dolor

La Virgen del Mayor Dolor es también de los escultores Rausell y Lloréns y está fechada en el año 1944. La imagen es de talla completa y representa a María Santísima en ademán de caminar detrás de su Hijo, con las manos cruzadas en actitud implorante y en cuyo rostro se refleja el dolor profundo que siente ante la tragedia que está aconteciendo. Para su realización, se solicitó a los escultores tomaran como modelo a las Dolorosas de Juan de Juni, caracterizadas por la dulzura de sus expresiones y el vuelo de sus hábitos. El estilo de la Virgen del Mayor Dolor, puede calificarse por tanto, como barroco castellano. Tiene un puñal clavado en el pecho, como símbolo de su pena y su inmenso dolor. Lo más característico de la Virgen, es la concha plateada que procesiona.  Esta fue encontrada en la bóveda de la iglesia de San Pedro, junto con una nota que indicaba que la misma, había pertenecido a una Virgen que, con la advocación de Mayor Dolor, había sido venerada en dicha parroquia. La donó a la Hermandad el entonces párroco D. Emiliano Morales. Se desconoce la fecha en que fue realizada, aunque tanto por sus características estéticas, como por el número de estrellas que lleva, se supone de una época muy anterior.

## Anagrama de la Cofradía

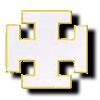
Anagrama

La enseña de esta Hermandad, desde su fundación es la Cruz de Jerusalén.

## Túnica de la Cofradía
De lana negra. EL capillo no lleva capirote y es romo, a modo de capucha franciscana. En él lleva bordado el anagrama de la Cofradía. Calzan calceta blanca y sandalia. Portan un hachón de madera con llama o bombilla eléctrica

## Procesión del Jueves Santo de madrugada
San Pedro (3:00h), General Rey, Mata, Compás de Santo Domingo (3:20h), Lirio, Norte, Plaza de Santiago (4:25h), Ángel, Jacinto, Altagracia, Estrella, Elisa Cendreros, Calatrava, Toledo, Estación Vía Crucis, Plaza del Carmen, Azucena, Prado, Feria, María Cristina, Plaza Mayor, Cuchillería, Ruiz Morote, San Pedro (7:15h).